# Crocidura dsinezumi
Crocidura dsinezumi є видом мускусної землерийки, що зустрічається в Японії та на корейському острові Чеджу (інтродукція). Зустрічається вздовж берегів річок, набережних і в чагарниках навколо оброблюваних земель на низинних висотах.